# Adam Włodek
Adam Włodek (ur. 8 sierpnia 1922 w Krakowie, zm. 19 stycznia 1986 tamże) – polski poeta, redaktor i tłumacz.

## Życiorys
Brał udział w kampanii wrześniowej 1939 jako ochotnik. W czasie okupacji działał w podziemiu kulturalnym, w latach 1943–1945 był redaktorem „Biblioteki Poetyckiej”. Po wojnie był redaktorem w krakowskiej prasie, m.in. w „Dzienniku Polskim”, a w latach 1953–1954 redaktorem „Dziennika Literackiego”.
W 1948 poślubił Wisławę Szymborską; zamieszkali w Domu Literatów przy ul. Krupniczej 22 w Krakowie. Małżeństwo skończyło się rozwodem w 1954, jednak utrzymywali ze sobą przyjazne stosunki. Pod jego wpływem Wisława Szymborska przez kilka lat wyznawała światopogląd komunistyczny, w roku 1950 zapisała się wraz z nim do PZPR. W 1953 podpisał rezolucję ZLP w sprawie procesu krakowskiego. Włodek wystąpił z partii w 1957, Szymborska w 1966.
Adam Włodek został pochowany na cmentarzu Rakowickim w Krakowie, w kwaterze M, rząd 2.

## Twórczość
Adam Włodek wydał 10 zbiorów wierszy i innych utworów takich jak:
- Wiązanka jaskrów (wydanie konspiracyjne, 1944),
- Arkusz poetycki (wydanie konspiracyjne, 1944),
- Najcichszy sztandar (wydanie konspiracyjne anonimowe w 1944, książkowe 1945),
- Mruczek w butach (1948, ilustrowała Wisława Szymborska[3]),
- Z trzynastu lat: 1939-1952 (1953),
- Uważnie mijam (1963),
- Wiersze wybrane (1973),
- Prezent. Wiersze dawne i nowe (1989, wydane pośmiertnie),
- Nasz łup wojenny (1970, wspomnienia, wydane pośmiertnie).

Przełożył utwory: Jana Pilařa, Vlasty Dvořačkovej, Františka Halasa, Konstantina Biebla, Jaroslava Seiferta, opracował Antologię poezji czeskiej i słowackiej XX w. (1971). Przełożył na język polski także m.in. wiersze poetów rosyjskich (Władimira Majakowskiego), niemieckich (Rainera Marii Rilkego) i angielskich (Oscara Wilde’a). Wiersze Adama Włodka przełożono na języki: bułgarski, czeski, niemiecki i rosyjski.

## Nagroda im. Adama Włodka
Fundacja Wisławy Szymborskiej, na mocy pozostawionego przez nią testamentu, ustanowiła nagrodę im. Adama Włodka dla młodych pisarzy, tłumaczy oraz krytyków literackich za najciekawszy projekt literacki, który laureat będzie realizował przez 12 miesięcy. Nagroda ma postać stypendium wynoszącego 50 tys. zł.
Pierwotnie konkurs miał być realizowany we współpracy z Instytutem Książki, jednak w związku z opublikowanymi w Internecie informacjami, że Włodek współpracował z UBP, w szczególności donosił na Macieja Słomczyńskiego dyrektor Instytutu Książki Grzegorz Gauden w specjalnym oświadczeniu poinformował w dniu 2 stycznia 2013, że Instytut nie będzie współuczestniczył w przyznawaniu stypendium.